# Dillendorf
Dillendorf ist  eine Ortsgemeinde im Rhein-Hunsrück-Kreis in Rheinland-Pfalz. Sie gehört der Verbandsgemeinde Kirchberg (Hunsrück) an.

## Geographie

### Geographische Lage

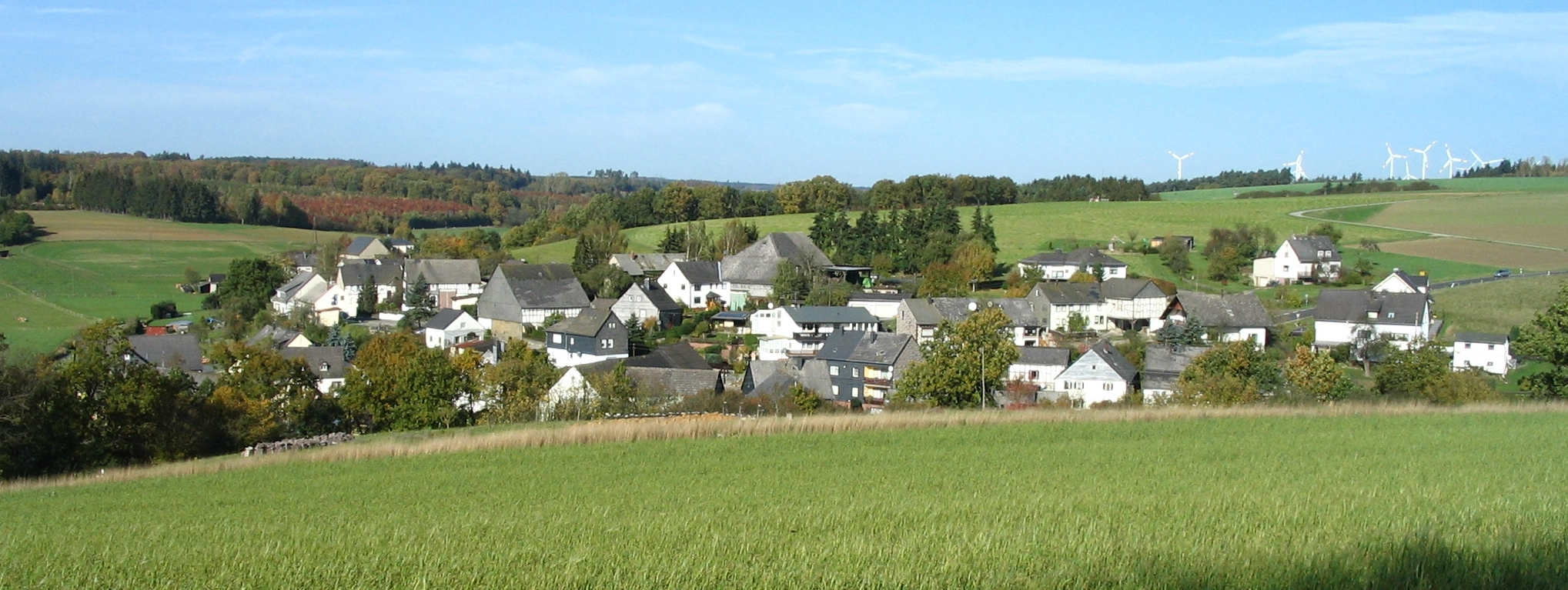
Dillendorf im Kyrbachtal

Der Ort liegt im Kyrbachtal, zentral im Hunsrück, auf einer mittleren Höhe von 340 m ü. NHN. Die historische Ausoniusstraße verläuft durch Dillendorf.

### Gemeindegliederung
Zur Ortsgemeinde gehören die Ortsteile Liederbach und Dillendorf sowie die Wohnplätze Forsthaus Brauschied und Weißensteiner Hof.

### Nachbarorte
| Niedersohren | Nieder Kostenz und Ober Kostenz             |           |
| Dill         | Kompassrose, die auf Nachbargemeinden zeigt | Kirchberg |
| Sohrschied   | Lindenschied                                | Hecken    |

## Geschichte
Die erste urkundliche Erwähnung erfolgte am 19. September 1338 durch eine Lehnsurkunde des Grafen von Sponheim-Starkenburg und seiner Frau Mechthild dem Erzbischof Balduin von Trier für erwiesenes Wohlwollen. 1434 wird Dillendorf in einer Bestätigungsurkunde der Markgrafen von Baden und Veldenz als Grafen von Sponheim über ihre trierischen Lehen erneut genannt. Mit der Besetzung des linken Rheinufers 1794 durch französische Revolutionstruppen wurde der Ort französisch, 1815 wurde er auf dem Wiener Kongress dem Königreich Preußen zugeordnet. Seit 1946 ist der Ort Teil des Landes Rheinland-Pfalz.

## Politik

### Wappen
| Wappen von Dillendorf | Blasonierung: „Durch grünen Wellenschrägbalken geteilt; oben von Gold und Blau geschacht, unten von Silber und Rot geschacht.“ |
| Wappen von Dillendorf | Wappenbegründung: Die beiden geschachteten Felder Gold-Blau und Silber-Rot stellen die Wappen der vorderen und der hinteren Grafschaft Sponheim dar, zu deren Herrschaft die Gemeinde Dillendorf ehemals gehörte. Die Grenze der beiden Territorien bildete der durch den Ort fließende Kyrbach, der deshalb das Wappen schräg teilt. |